# えきめんや

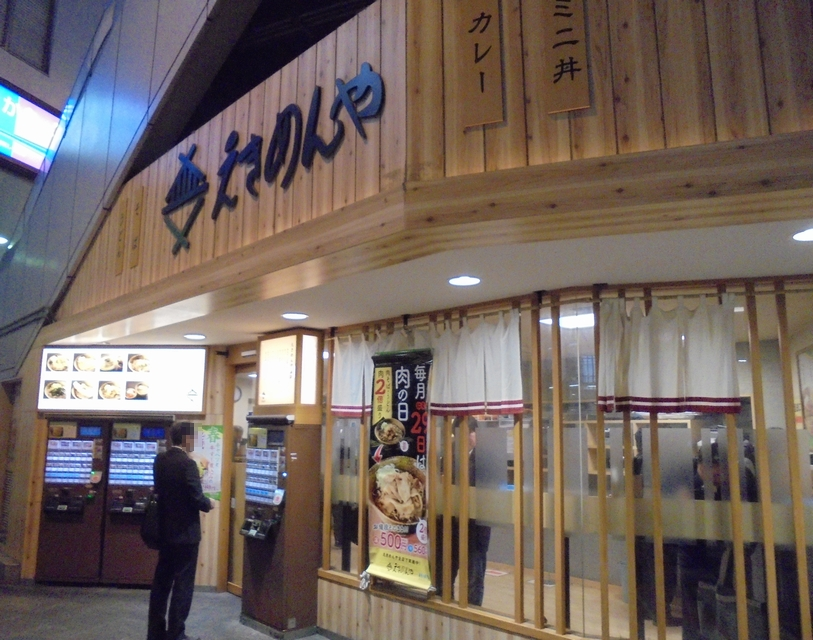
えきめんや 品川店（閉店済み店舗）

えきめんやは、京浜急行電鉄の子会社である京急ロイヤルフーズ株式会社が、京浜急行電鉄各線の駅ナカで運営する立ち食いそば・うどん店（駅そば店）である。
京急グループの流通事業再編により、えきめんやとドトールコーヒーショップのFC店を運営してきた京急フードサービス株式会社、ヴィ・ド・フランスとドトールコーヒーショップのFC店を運営してきた株式会社京急エルベフーズの2社が、2019年4月1日付で京急ロイヤルフーズ株式会社に吸収合併され、京急グループの外食事業が1社に統合された。

## 概要
京浜急行電鉄の駅そば店の屋号は、一部を除き「えきめんや」に統一されている。特殊な店舗として、午後から「えき缶酒場」と銘打った立ち飲み屋になる黄金町駅店、「えきめん茶屋」の屋号でスイーツメニューやドリンクバーを追加した三崎口駅店、「チャオチャオ餃子」とのダブルネームだったYRP野比店（閉店）がある。
運営業者は、以前は各店舗により異なっていたが、2015年10月1日に運営業者を統一し、全店で生麺に切り替えて麺と出汁の改良を行った。
京急川崎店では京急本線の大晦日から元旦までの終夜運転区間に当たるため、年末年始の12月31日と1月1日は営業時間が変更され、鉄道と同じく終夜営業を行う。そのため1月1日は日没前に営業終了する。駅そばで終夜営業を行うのは全国的に見ても珍しい（なお、立ち食いそばの24時間営業なら富士そばなどが日常的に行っている）。

## 店舗一覧
- 京急川崎駅店（改札内）
- 横浜駅店（北改札内、きた東口側改札入って右手）
- 黄金町駅店（改札外）
  - 平日は16時・土休日は15時から、立ち飲みができる「えき缶酒場」となる。
- 弘明寺駅店（改札外）
  - お持ち帰りコーナーがある。
- 上大岡駅店（改札外、酒類販売あり）
  - 京急百貨店（1F店舗内立席 隣接フードコート椅子席）
- 金沢文庫駅店（改札外）
  - 以前は駅そばとしては珍しく食券式ではない店舗だったが、2015年12月の改装・スタンダード化に合わせて通常の券売機スタイルに変わった。
- 追浜駅店（改札外）
  - 唯一、改札内からも改札外からも出入りできる店舗であったが、2015年12月の改装・スタンダード化に合わせて改札外だけとなった。
- 横須賀中央店（改札外）
- 久里浜店（改札内）
- えきめん茶屋 三崎口駅店（改札外）
  - 三崎口駅店は、過去に「えきめんや」として営業していた店舗を2011年に閉店し、2012年7月に「えきめん茶屋」としてリニューアルオープンした。立ち食いではなくなり座席を設置し、従来のメニューに加えてスイーツやドリンクバーを追加して「茶屋」とした。よこすか海軍カリーパンの取り扱いもある[4]。

### 過去に存在した店舗
- 京急蒲田駅店（改札内下りホーム上）
- 京急鶴見駅店（改札内）
- 戸部駅店（改札外）
- 日ノ出町駅店（改札内）
- 新逗子駅店（改札外、ニート新逗子内）

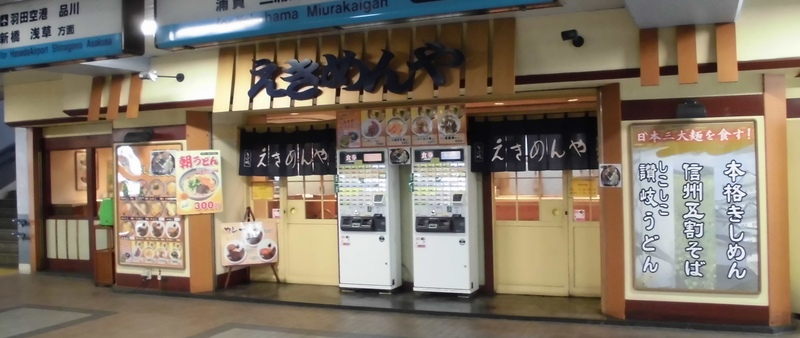
えきめんや 京急鶴見駅店

  - えきめんやから離脱し「浪子そば 新逗子駅店[5]」として営業継続。そのため、えきめんやスタンプカードの適用外となった。
- 浦賀駅店（改札内）
- 三浦海岸駅店（改札外）
- YRP野比店（改札外）
  - オープン当初は、平日16時及び土休日15時以降は「チャオチャオ餃子」としての営業だった[6]。後に餃子を止め19時までの営業となったが、2016年6月に閉店。
- 品川店（改札内、1番線ホーム上）
  - 上記の京急川崎店と同様の年末年始営業をとる店舗だったが、品川駅再開発に伴い、2022年9月15日に閉店。
- 北久里浜店（改札外）[7]